# 金鎮滿
金鎮滿（韓語：김진만，1968年8月12日—），韓國電視劇導演。

## 作品列表

### 電視劇
（粗體的劇集代表該劇集獲得該年度MBC演技大獎的最佳電視劇獎）
- 2003年：MBC《我的威風女友》
- 2004年：MBC《愛爾蘭》
- 2008年：MBC《伊甸園之東》
- 2013年：MBC《醜聞：極具衝擊性與不道德的事件》
- 2015年：MBC《Kill Me Heal Me》
- 2017年：MBC《逆賊：偷百姓的盜賊》

### 製作作品
- 2010年：MBC《慾望之火》
- 2011年：MBC《暴風的戀人》

### 動畫
- 2012年：《南極之淚》

## 外部連結
- NAVER （页面存档备份，存于）